# Reales de La Vega
Los Reales de La Vega es un equipo profesional de baloncesto de la República Dominicana con sede en La Vega. Compiten en la Liga Nacional de Baloncesto, y juegan sus partidos como local en el Palacio de los Deportes Fernando Teruel.
El equipo cuenta con tres campeonatos nacionales, obtenidos en 2005, 2018 y 2023.

## Historia
El equipo comenzó su participación en la Liga Dominicana de Baloncesto (Lidoba) (actual Liga Nacional de Baloncesto) en 2005, en la primera temporada de la liga. En 2009 después de varios cambios en la fecha inicial de torneo de 2009, la liga anunció que no se llevaría a cabo el campeonato de ese año por varios problemas que provocaron esos cambios de fechas. Después del receso de 2009, la liga Lidoba pasó a ser nombrada como la Liga Nacional de Baloncesto.

## Trayectoria
| Año               | Circuito                                   | Posición                                   | G                                          | P                                          | %                                          | Playoffs                                                           | Resultado                                                         |
| ----------------- | ------------------------------------------ | ------------------------------------------ | ------------------------------------------ | ------------------------------------------ | ------------------------------------------ | ------------------------------------------------------------------ | ----------------------------------------------------------------- |
| Reales de La Vega |                                            |                                            |                                            |                                            |                                            |                                                                    |                                                                   |
| 2005              | —                                          | 2º                                         | 13                                         | 8                                          | .619                                       | Gana la Semifinal Gana la Serie Final                              | Reales 3, Indios 2 Reales 4, Panteras 2                           |
| 2006              | Norte                                      | 4º                                         | 7                                          | 16                                         | .304                                       | —                                                                  | —                                                                 |
| 2007              | Norte                                      | 4º                                         | 9                                          | 14                                         | .391                                       | —                                                                  | —                                                                 |
| 2008              | Norte                                      | 1º                                         | 14                                         | 5                                          | .737                                       | Gana la Semifinal Pierde la Serie Final                            | Reales 3, Indios 2 Constituyentes 4, Reales 2                     |
| 2009              | No hubo torneo                             | No hubo torneo                             | No hubo torneo                             | No hubo torneo                             | No hubo torneo                             | No hubo torneo                                                     | No hubo torneo                                                    |
| 2010              | Norte                                      | 4º                                         | 2                                          | 7                                          | .222                                       | —                                                                  | —                                                                 |
| 2011              | Norte                                      | 1º                                         | 14                                         | 6                                          | .700                                       | Pierde la Semifinal                                                | Leones 3, Reales 1                                                |
| 2012              | Norte                                      | 4º                                         | 5                                          | 15                                         | .200                                       | —                                                                  | —                                                                 |
| 2013              | Norte                                      | 4º                                         | 6                                          | 14                                         | .300                                       | —                                                                  | —                                                                 |
| 2014              | Norte                                      | 2º                                         | 11                                         | 9                                          | .550                                       | Pierde la Semifinal                                                | Metros 3, Reales 2                                                |
| 2015              | Norte                                      | 3º                                         | 9                                          | 12                                         | .429                                       | —                                                                  | —                                                                 |
| 2016              | Norte                                      | 3º                                         | 7                                          | 13                                         | .350                                       | Pierde la Semifinal                                                | 2-3 en el Round Robin                                             |
| 2017              | Norte                                      | 4º                                         | 8                                          | 12                                         | .400                                       | —                                                                  | —                                                                 |
| 2018              | Norte                                      | 2º                                         | 10                                         | 8                                          | .556                                       | Gana la Semifinal Gana la Serie Final                              | Reales 3, Indios 1 Reales 4, Cañeros 2                            |
| 2019              | —                                          | 1º                                         | 10                                         | 5                                          | .667                                       | Pierde la Semifinal                                                | Metros 3, Reales 1                                                |
| 2020              | No hubo torneo por la pandemia de COVID-19 | No hubo torneo por la pandemia de COVID-19 | No hubo torneo por la pandemia de COVID-19 | No hubo torneo por la pandemia de COVID-19 | No hubo torneo por la pandemia de COVID-19 | No hubo torneo por la pandemia de COVID-19                         | No hubo torneo por la pandemia de COVID-19                        |
| 2021              | —                                          | 7°                                         | 5                                          | 9                                          | .357                                       | —                                                                  | —                                                                 |
| 2022              | —                                          | 7°                                         | 7                                          | 7                                          | .500                                       | Eliminado en primera ronda                                         | 2-3 en fase de eliminación                                        |
| 2023              | —                                          | 1°                                         | 10                                         | 4                                          | .714                                       | Clasifica en primera ronda Gana la Semifinal Gana la Serie Final   | 5-5 en fase de eliminación Reales 3, Leones 2 Reales 4, Titanes 3 |
| 2024              | —                                          | 1°                                         | 9                                          | 5                                          | .643                                       | Clasifica en primera ronda Gana la Semifinal Pierde la Serie Final | 7-3 en fase de eliminación Reales 3, Leones 2 Titanes 4, Reales 0 |
| 2025              | —                                          | 8°                                         | 5                                          | 9                                          | .357                                       | —                                                                  | —                                                                 |
| Totales           | Totales                                    | Totales                                    | 161                                        | 178                                        | .475                                       |                                                                    |                                                                   |
| Playoffs          | Playoffs                                   | Playoffs                                   | 49                                         | 47                                         | .510                                       | 3 Campeonatos                                                      | 3 Campeonatos                                                     |

## Dirigentes
| # | Nombre           | Duración        | Ref.        |
| - | ---------------- | --------------- | ----------- |
| 1 | Osiris Duquela   | 2005            |             |
| 2 | José Diloné      | 2005            | [ 5 ]       |
| 3 | Tony Disla       | 2006            |             |
| 4 | Melvyn López     | 2008            |             |
| 5 | Vladimir Frias   | 2010, 2013-2014 | [ 6 ] [ 7 ] |
| 6 | Ruddy Martínez   | 2010            | [ 8 ]       |
| 7 | Nelson Ureña     | 2011            | [ 9 ]       |
| 8 | Radhames Paulino | 2014, 2016      | [ 10 ]      |
| 9 | Jorge Arrieta    | 2016            | [ 10 ]      |